# Brookhaven (New York)
Brookhaven è un comune degli Stati Uniti, nella Contea di Suffolk, nello stato di New York.
Situata nell'isola di Long Island, Brookhaven ha un territorio che attraversa l'isola dalla costa nord a quella sud.

## Comunità e località

### Villaggi (incorporati)
Brookhaven contiene nove villaggi:
- Belle Terre
- Bellport
- Lake Grove
- Mastic Beach
- Old Field
- Patchogue
- Poquott
- Port Jefferson
- Shoreham

### Borgate (non incorporate)
Brookhaven comprende tutto o parte di 50 borgate (hamlet), una delle quali si chiama anch'essa Brookhaven.
- Blue Point
- Brookhaven
- Calverton (in parte con la città di Riverhead)
- Canaan Lake
- Center Moriches
- Centereach
- Cherry Grove
- Coram
- Crystal Brook
- Cupsogue Beach
- Davis Park
- East Moriches
- East Patchogue
- East Setauket
- East Shoreham
- Eastport (in parte con la città di Southampton)
- Farmingville
- Fire Island Pines
- Gordon Heights
- Hagerman
- Holbrook (in parte con la città di Islip)
- Holtsville (in parte con the town of Islip)
- Lake Ronkonkoma (in parte con la città di Smithtown e Islip)
- Manorville (in parte con la città di Riverhead)
- Mastic

- Medford
- Middle Island
- Miller Place
- Moriches
- Mount Sinai
- North Bellport
- North Patchogue
- Ocean Bay Park
- Port Jefferson Station
- Ridge
- Rocky Point
- Ronkonkoma (in parte con la città di Islip)
- Selden
- Setauket
- Shirley
- Sound Beach
- South Haven
- Stony Brook
- Strongs Neck
- Terryville
- Upton
- Wading River (in parte con la città di Riverhead)
- Water Island
- West Manor
- Yaphank